# One Rode to Asa Bay
 (janvier 2013).
Si vous disposez d'ouvrages ou d'articles de référence ou si vous connaissez des sites web de qualité traitant du thème abordé ici, merci de compléter l'article en donnant les références utiles à sa vérifiabilité et en les liant à la section « Notes et références ».
One Rode to Asa Bay est une chanson de Bathory qui parle de la christianisation des peuples germains et scandinaves  et apparaît sur l'album Hammerheart en 1990.
La chanson a été reprise par Opera IX et Mystic Circle, parmi tant d'autres.
Quorthon dédia la chanson à l'écrivain américain de fantasy et d'horreur C. Dean Andersson, qui lui avait envoyé quelques-uns de ses livres. Le nom du village dans la chanson, Asa Bay, vient du pseudonyme Asa Drake, que Andersson utilise pour signer certains de ses livres.

## Clip vidéo
Le clip, premier du groupe, a été filmé dans une banlieue de Stockholm pour compléter l'idée historique de la chanson. La vidéo contient des scènes du groupe en live et une mise en scène du retour des colons apportant une nouvelle religion. 
Le membre principal (chant/tous les instruments) de Bathory, Quorthon, a payé 5 000 $ de sa poche pour filmer le clip. Quorton explique : « Je ne l'ai jamais vu et je n'ai pas pu voir une seule seconde des 60 heures filmées pendant plusieurs semaines ».  Il précise : « Le gars qui était responsable du tournage est parti en vacances une fois le dernier passage filmé et il était impossible de le joindre »[réf. nécessaire]. 
Plusieurs mois plus tard, il a finalement envoyé quelque chose, mais il ne restait que 18 minutes des 60 heures qui avaient été filmées. Il a été supposé que le reste de l'enregistrement avait probablement été effacé mais le produit final ne correspondait pas à l'idée que se faisait Quorthon de la chanson. Malgré cela, le clip est diffusé sur Headbangers Ball, qui a obtenu une interview de Quorthon sur MTV et introduit le groupe au public américain. 
La vidéo a été uniquement disponible comme un disque pirate jusqu'en 2006, lorsque Black Mark Records publie un DVD faisant office d'hommage à Quorthon contenant quelques images de l'artiste et le clip en question.